# アイノ＝カイサ・ペコネン
アイノ＝カイサ・ペコネン (Aino-Kaisa Ilona Pekonen, 1979年1月24日）は、フィンランドの政治家。2019年6月6日から2021年6月29日までフィンランド社会問題・保健大臣を務めた。

## 来歴
ハメ州リーヒマキ出身。俳優のAku Hirviniemiは弟。2011年4月、フィンランド議会議員に就任。
2019年10月16日から19日までフィンランド社会問題・保健大臣として来日。加藤勝信厚生労働大臣（当時）を表敬訪問した
- アンティ・リンネ首相、フィンランド福音ルター派教会のリーナ・アスコラ元司教らとプライド・パレードに参加（2019年6月29日）
- 夜の会合（2019年11月27日）
- 左からカトリ・クルムニ副首相、クリスタ・キウル家族問題・社会サービス大臣、サンナ・マリン首相、アイノ＝カイサ・ペコネン（2020年3月12日）